# Холленег (Штирия)
Холленег (нем. Hollenegg (Steiermark)) — коммуна (нем. Gemeinde) в Австрии, в федеральной земле Штирия. 
Входит в состав округа Дойчландсберг.  Население составляет 2222 человека (на 31 декабря 2005 года). Занимает площадь 17,58 км². Официальный код  —  60315.

## Политическая ситуация
Бургомистр коммуны — Франц Реш (АНП) по результатам выборов 2005 года.
Совет представителей коммуны (нем. Gemeinderat) состоит из 15 мест.
- АНП занимает 9 мест.
- СДПА занимает 5 мест.
- АПС занимает 1 место.